# Lisbeli Marina Vera Andrade
Lisbeli Marina Vera Andrade (Mérida, 15 settembre 2001) è un'atleta paralimpica venezuelana specializzata nelle gare di velocità e appartenente alla categoria T47.

## Biografia
Nata senza la parte bassa del braccio sinistro, ha iniziato a praticare l'atletica leggera paralimpica nel 2014. Nel 2019 ha partecipato ai Giochi parapanamericani di Lima, dove ha concluso le gare dei 100 e 200 metri piani T47 con la medaglia d'argento e quella dei 400 metri piani T47 con la medaglia d'oro. Lo stesso anno ai campionati mondiali paralimpici di Dubai ha si è classificata terza nei 200 e 400 metri piani T47, mentre ha raggiunto la quarta posizione nei 100 metri piani T47.
Nel 2021 ha preso parte ai Giochi paralimpici di Tokyo, dove ha conquistato la medaglia d'oro nei 100 metri piani T47 e quella di bronzo nei 400 metri piani T47.

## Palmarès
| Anno | Manifestazione          | Sede              | Evento          | Risultato | Prestazione | Note                          |
| ---- | ----------------------- | ----------------- | --------------- | --------- | ----------- | ----------------------------- |
| 2019 | Giochi parapanamericani | Lima              | 100 m piani T47 | Argento   | 12"39       |                               |
| 2019 | Giochi parapanamericani | Lima              | 200 m piani T47 | Argento   | 25"46       |                               |
| 2019 | Giochi parapanamericani | Lima              | 400 m piani T47 | Oro       | 59"10       |                               |
| 2019 | Mondiali paralimpici    | Dubai             | 100 m piani T47 | 4ª        | 12"45       |                               |
| 2019 | Mondiali paralimpici    | Dubai             | 200 m piani T47 | Bronzo    | 25"08       | Miglior prestazione personale |
| 2019 | Mondiali paralimpici    | Dubai             | 400 m piani T47 | Bronzo    | 55"98       | Miglior prestazione personale |
| 2021 | Giochi paralimpici      | Tokyo             | 100 m piani T47 | Oro       | 11"97       | Miglior prestazione personale |
| 2021 | Giochi paralimpici      | Tokyo             | 200 m piani T47 | Oro       | 24"52       |                               |
| 2021 | Giochi paralimpici      | Tokyo             | 400 m piani T47 | Argento   | 57"32       | Miglior prestazione personale |
| 2023 | Giochi parapanamericani | Santiago del Cile | 200 m piani T47 | Oro       |             |                               |
| 2024 | Mondiali paralimpici    | Kōbe              | 200 m piani T47 | Oro       | 24"61       | Miglior prestazione personale |
| 2024 | Mondiali paralimpici    | Kōbe              | 400 m piani T47 | Argento   | 58"09       |                               |
| 2024 | Giochi paralimpici      | Parigi            | 400 m piani T47 | Argento   | 56"78       | Miglior prestazione personale |